# 자푸스아과
자푸스아과(Zapodinae)는 뛰는쥐과에 속하는 설치류 아과이다. 북아메리카와 중국에서 발견되는 생쥐를 닮은 설치류 분류군이다. 3개 속에 5종으로 이루어져 있다.

## 하위 종
5종을 포함하고 있다.
- 중국뛰는쥐속 또는 에오자푸스속 (Eozapus) - 1종
  - 중국뛰는쥐 (Eozapus setchuanus)
- 삼림뛰는쥐속 또는 나파에오자푸스속 (Napaeozapus) - 1종
  - 삼림뛰는쥐 (Napaeozapus insignis)
- 자푸스속 (Zapus) - 3종
  - 초원뛰는쥐 (Zapus hudsonius)
  - 서부뛰는쥐 (Zapus princeps)
  - 태평양뛰는쥐 (Zapus trinotatus)

## 같이 보기
- 노토미스속
- 애기캥거루생쥐속
- 주머니뛰는쥐